# هری لاوتر
هری لاوتر (انگلیسی: Harry Lauter؛ ‏ ۱۹ ژوئن ۱۹۱۴ – ۳۰ اکتبر ۱۹۹۰) بازیگر و هنرمند اهل ایالات متحده آمریکا بود.

## گزیدهٔ نقش‌آفرینی‌ها

### سینما
- ماجرای خارجی (۱۹۴۸)
- سانحه (۱۹۴۸)
- من یک عروس مذکر زمان جنگ بودم (۱۹۴۹)
- اوج التهاب (۱۹۴۹)
- دوازده ساعت پرواز (۱۹۴۹)
- بین نیمه‌شب و سپیده‌دم (۱۹۴۹)
- اوباش (۱۹۵۱)
- راه‌بند (۱۹۵۱)
- بیا فنجان را پر کن (۱۹۵۱)
- آندروکلس و شیر (۱۹۵۲)
- تعقیب بزرگ (۱۹۵۳)
- موج جرم (۱۹۵۳)
- ممنوع (۱۹۵۳)
- پسری از اکلاهما (۱۹۵۴)
- از زیر دریا آمد (۱۹۵۵)
- به زور اسلحه (۱۹۵۵)
- مردی در لباس خاکستری (۱۹۵۶)
- گرگینه (۱۹۵۶)
- گربه‌های جهنمی نیروی دریایی (۱۹۵۷)
- اکلاهما (۱۹۵۷)
- قاتل نق‌نقو (۱۹۵۸)
- تلاش واپسین (۱۹۵۸)
- شاهد کلیدی (۱۹۶۰)
- شجاعان تنها هستند (۱۹۶۲)
- دنیای دیوانه، دیوانه، دیوانه، دیوانه (۱۹۶۳)
- وسوسه شیطانی (۱۹۶۵)
- هارلو (۱۹۶۵)
- بتمن (۱۹۶۶)
- واگنت را رنگ کن (۱۹۶۹)
- زیگ‌زاگ (۱۹۷۰)
- فرار از سیاره میمون‌ها (۱۹۷۱)

### تلویزیون
- دارای اسلحه - آماده سفر (۱۹۶۰)
- دود اسلحه (۱۹۶۴)